# Camp de concentració d'Albatera
El camp de concentració d'Albatera (situat actualment en el terme municipal de Sant Isidre al nord de la comarca del Baix Segura) va ser un dels camps de concentració franquistes més durs que va haver-hi a Espanya després del final de la Guerra Civil Espanyola. Es va instal·lar en el que fou un antic camp de treball de la República res més acabar la Guerra Civil Espanyola, i va romandre obert des d'abril fins a octubre de 1939.

## El camp de treball de la República
Aquest camp de treball es va construir amb la finalitat d'internar als presos desafectes a la República. Es va inaugurar el 24 d'octubre de 1937 pel ministre de justícia Manuel de Irujo Ollo en plena Guerra Civil, amb una capacitat d'unes tres mil persones. En el camp de treball els interns realitzaven, bàsicament, labors agrícoles.
Al Camp van estar presos l'advocat d'Alacant, natural de Castalla, Antonio García Leal; el procurador dels Tribunals d'Elda, Francisco Hellín Almodóvar; Algimiro Torrecillas Cimadevilla, que després ocuparia importants càrrecs; l'historiador i advocat  il·licità Alejandro Ramos Folqués; el sacerdot oriolà, mosén Saturnino Ortuño Pomares, que en ocasió de la Nit de Nadal de 1938, trobant-se en el Camp, va escriure un poema al seu amic d'Albatera, Pascual Cánovas Berná.

## El camp de concentració franquista
Després del final de la Guerra Civil en el port d'Alacant, i després d'haver passat pel Camp de concentració dels Ametllers a Alacant, van començar a arribar al camp de concentració d'Albatera milers de presoners, que havien acudit a Alacant amb l'esperança d'embarcar i fugir de la repressió franquista. Arribaren unes 20.000 persones en combois ferroviaris i en camions després d'un llarg i penós viatge entre el 5 i el 6 d'abril de 1939.
El camp de concentració va quedar establert l'11 d'abril de 1939 segons una nota de l'Estat Major de Franco. Les condicions de vida en el camp eren molt dures; l'únic menjar que rebien els presos eren rossegons de pa i sardines. També era notable la set que van patir els presos per la falta d'aigua i l'enorme calor que feia en el lloc. Pel que fa a les mesures repressores, també van ser d'enorme duresa. Es van produir tortures, tot tipus d'humiliacions i vexacions, i afusellaments. Es numerava als presos, de tal forma que si un d'ells s'escapolia, s'afusellava als que tenien els nombres anterior i posterior.
A més d'aquests assassinats, que es produïen sense judici previ, estaven les constants “saques” de presos. Grups de falangistes i partidaris del nou règim franquista venien des de diversos punts d'Espanya a buscar presos coneguts per ells. Una vegada localitzats, se'ls emportaven en camions i els afusellaven als voltants del camp.

## L'organització dels presos i les fugides
Els presoners del camp van començar a organitzar-se al voltant dels seus partits i sindicats; així, es van crear agrupacions del PCE, de la CNT, etc. Algunes d'aquestes organitzacions van crear els seus propis comitès de fugues, la funció de les quals era donar cobertura als companys que anaven a escapolir-se.
La majoria de les fugides es van produir quan s'enviaven a alguns presos als seus pobles amb l'ordre de presentar-se davant el jutge o l'alcalde, evidentment molts d'ells no tornaven a aparèixer pels seus pobles.
Els anarcosindicalistes van organitzar un sistema de fuites gràcies al fet que un membre de la FIJL de Madrid, de cognom Escobar, s'havia infiltrat en la II Bandera de Falange del Puente de Vallecas, aconseguint impresos de certificats de bona conducta i de declaracions d'haver format part de la «cinquena columna», que omplerts amb els noms pertinents van permetre l'alliberament de diversos reclosos al camp. Una de les persones que va recobrar la llibertat gràcies a aquests documents va ser Esteve Pallarols i Xirgu, qui immediatament es va posar en contacte amb tres dirigents llibertaris que es trobaven amagats en València per constituir la junta nacional del  moviment Llibertari la principal activitat va ser falsificar documents que van permetre alliberar més presos del camp d'Albatera i d'altres camps de  València, que ràpidament van ser traslladats a Barcelona i d'allí a França. Per encobrir els viatges Pallarols va crear l'empresa tapadora  Fruitera Llevantina  oficialment dedicada al transport de fruita des de València a altres parts d'Espanya.
Els  comunistes, per la seva banda, van crear un comitè que va aconseguir posar-se en contacte amb una xarxa d'evasió que des de la tardor de 1938 funcionava al nord d'Espanya, integrada fonamentalment per dones, perquè els que aconseguissin escapar poguessin passar a França. D'aquesta manera van travessar la frontera diversos quadres mitjans i alts del PCE que no havien estat evacuats en els moments finals de la guerra, com Jesús Larrañaga, Manuel Asarta, Casto García Roza, Manuel Cristóbal Errandonea, Félix Plans o Encarnación Fuyola, entre d'altres. «El procediment d'evasió dels presos designats pel comitè per la fuga va ser alhora simple i enginyós. Un grup de presos encarregat de muntar una mica més enllà dels filats tendes de campanya de procedència italiana destinades a allotjar la creixent població penal del camp, va començar a construir en aquests petits amagatalls. Els presos que s'escapaven de nit del camp s'ocultaven en aquests mentre que els soldats de guàrdia rastrejaven tota la zona a buscar-la. Quan s'havia afluixat la vigilància dels escapats contactaven la primera baula de la cadena, i aquest, després d'haver facilitat documentació falsificada, els passava al seu enllaç més pròxim, i aquest procediment es repetia fins que el pres havia arribat a Pamplona. Allí els solia recollir un grup de contrabandistes per portar-los a l'altre costat de la ratlla fronterera». La xarxa va funcionar fins a setembre de 1939 en què va ser desarticulada per la policia franquista, sent detinguts més d'un centenar dels seus components.

## El tancament del camp
El camp de concentració es va clausurar en el mes d'octubre de 1939, poc temps després de començar la Segona Guerra Mundial. La majoria dels presos van passar llavors a centres penitenciaris, batallons de treball, treballs forçats o van ser condemnats a mort després d'un consell de guerra sumaríssim.
Aquest camp de concentració que amb prou feines va funcionar durant sis mesos ha estat qualificat pels quals allí van estar com la més terrible experiència de tota la seva vida.

## Documentació del camp
- A l'Arxiu Comarcal de l'Alt Penedès es conserva el fons d'imatges del periodista anglès Henry Buckley, corresponsal de guerra del diari The Daily Telegraph.[6]
- A la Biblioteca Nacional d'Espanya es conserva el fons d'imatges, dibuixos i gravats del fotògraf Luis Vidal que des del 1938 fou sotssecretari de la Secció Arts Plàstiques de l'Ateneu Popular Valencià.[7]

## Jornades entorn del Camp de Concentració d'Albatera
Des de l'any 2008 s'han celebrat anualment en Sant Isidre unes Jornades sobre del Camp de Concentració d'Albatera. Aquestes Jornades pretenen, segons els organitzadors, "ser un fòrum de recuperació de la memòria i de difusió del que va suposar el Camp d'Albatera dins del sistema repressor de la dictadura franquista". En les jornades es realitzen taules rodones de caràcter històric i testimoniatge, en les quals han participat, entre d'altres, Enrique Cerdán Tato, Esther López, Marcos Ana, David Serrano Blanquer, Zeika Viñuales, Christine Diger o Isabel María Abellán.